# Gátér
Gátér ist eine ungarische Gemeinde im Kreis Kiskunfélegyháza im Komitat Bács-Kiskun.

## Geografische Lage
Gátér liegt ungefähr 32 Kilometer südöstlich des Komitatssitzes Kecskemét und 9 Kilometer südöstlich der Kreisstadt Kiskunfélegyháza. Nachbargemeinden sind Pálmonostora und Tömörkény.

## Geschichte
Gátér ist seit dem 1. Mai 1924 eine eigenständige Gemeinde.

## Gemeindepartnerschaft
- Martonoš (Мартонош), Serbien

## Sehenswürdigkeiten
- Römisch-katholische Kirche Szent Anna, erbaut 1925 im neogotischen Stil
- Sándor-Petőfi-Denkmal
- Szent-Antal-Statue im Kirchgarten
- Weltkriegsdenkmal (II. világháborús emlékmű)

## Verkehr
Durch Gátér verläuft die Hauptstraße Nr. 451, auf die im Ort die Landstraße Nr. 4518 trifft. Die Gemeinde ist angebunden an die Eisenbahnstrecke von Kiskunfélegyháza nach Szentes.

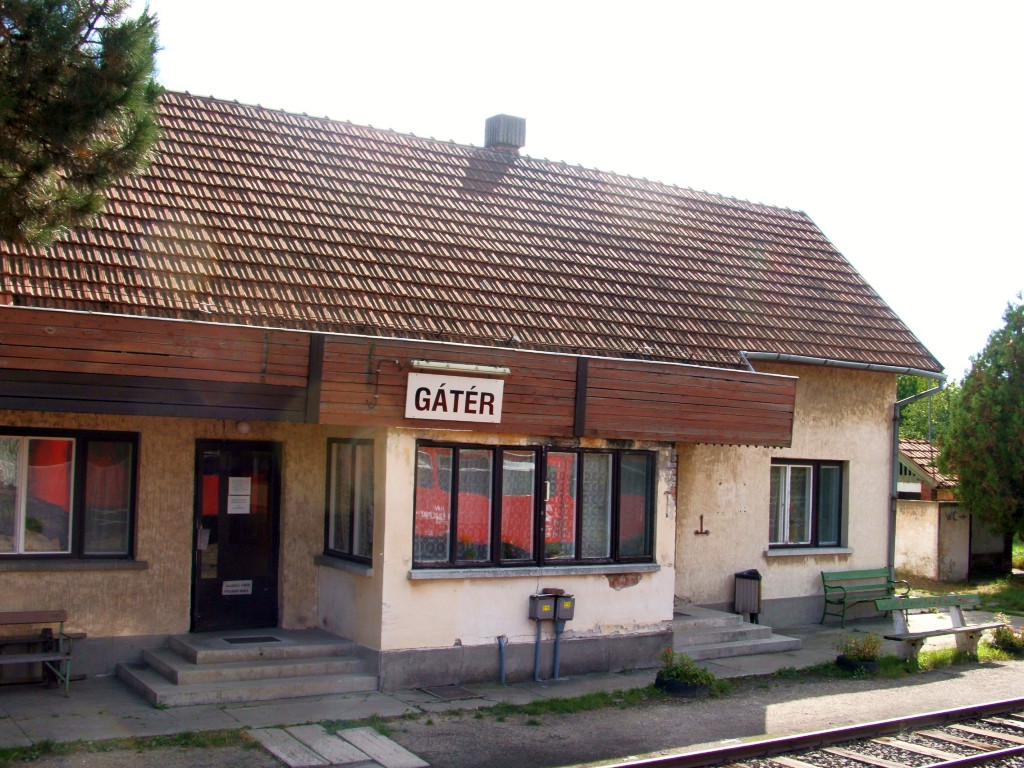
Bahnhof in Gátér